# Jaroslav Stuchlík
Jaroslav Stuchlík (28. prosince 1933, Uherský Ostroh – 14. února 2014) byl český hokejový útočník. Po skončení aktivní kariéry působil jako trenér.

## Hokejová kariéra
Během vojny byl členem fotbalového týmu Křídel vlasti Olomouc a hokej hrál za Dům armády Olomouc. Po návratu z vojny hrál fotbal za DSO Spartak Gottwaldov, v hokeji válel za DSO Tatran Uherský Ostroh. V československé lize hrál za TJ Gottwaldov. Odehrál 4 ligové sezóny, nastoupil ve 103 ligových utkáních, dal 28 gólů a měl 24 asistencí.

## Klubové statistiky
| Sezona    | Klub          | Soutěž  | Základní část | Základní část | Základní část | Základní část | Základní část |
| Sezona    | Klub          | Soutěž  | Z             | G             | A             | B             | TM            |
| --------- | ------------- | ------- | ------------- | ------------- | ------------- | ------------- | ------------- |
| 1958/1959 | TJ Gottwaldov | 3. liga | 10            | 12            | 25            | 37            | 4             |
| 1959/1960 | TJ Gottwaldov | 2. liga | 20            | 14            | 29            | 43            | 20            |
| 1960/1961 | TJ Gottwaldov | 1. liga | 32            | 11            | 13            | 24            | 20            |
| 1961/1962 | TJ Gottwaldov | 2. liga | -             | -             | -             | -             | -             |
| 1962/1963 | TJ Gottwaldov | 2. liga | -             | 15            | -             | -             | -             |
| 1963/1964 | TJ Gottwaldov | 1. liga | 32            | 11            | 4             | 15            | 20            |
| 1964/1965 | TJ Gottwaldov | 1. liga | 29            | 6             | 6             | 12            | 30            |
| 1965/1966 | TJ Gottwaldov | 1. liga | 10            | 0             | 1             | 1             | 8             |

## Trenérská kariéra
- TJ Gottwaldov 1972–1977
- ŁKS Łódź 1978–1981
- TJ Gottwaldov 1988–1989